# 二人だけのヒミツ
『二人だけのヒミツ』（ふたりだけのヒミツ）は、有沢遼による日本の漫画作品。
『なかよしデラックス』（講談社）にて1990年3号から同年4号まで連載された。全2話。単行本は同社の講談社コミックスなかよしより全1巻。作者初の連載作品であり、初の単行本の表題作になった。

## 書誌情報
- 有沢遼 『二人だけのヒミツ』 講談社〈講談社コミックスなかよし〉、1991年9月6日第1刷発行、ISBN 4-06-178698-9
  - 表題作のほか、「すなおにARIGATO」「12月のあまのがわ」「ふらわぁX mas」の読み切り3作品が同時収録されている。